# اچ‌ام‌اس اینوینسیبل (۱۹۰۷)
اچ‌ام‌اس اینوینسیبل (۱۹۰۷) (به انگلیسی: HMS Invincible (1907)) یک کشتی بود که طول آن ۵۶۷ فوت (۱۷۳ متر) بود. این کشتی در سال ۱۹۰۷ ساخته شد.